# デュヴェルジェの法則
デュヴェルジェの法則（デュヴェルジェのほうそく、Duverger's law）は、選挙において候補者数が次第に収束していくとする法則。

## 概説
各選挙区ごとにM人を選出する場合、候補者数が次第に各選挙区ごとにM+1人に収束していく、という法則。1950-60年代にモーリス・デュヴェルジェが唱えた。発表当初は、全国単位で政党数が次第にM+1に収束する法則と考えられたが、Steven R. Reedが日本の中選挙区制などを調査した結果、前述のように理解されつつある。

## 動作原理
本法則は経験則として確立されたが、社会選択理論に携わる人々はゲーム理論からの演繹を試み、成功している。代表的な研究者としてウィリアム・ライカーやゲイリー・コックス（Gary Cox）が挙げられる。詳細は数理政治学:Duverger's Law。
同じ選挙区で何回か選挙・世論調査が行われると、各候補者の得票数を有権者はある程度予測できるようになる。
すると、自分の支持する候補が当選に必要な得票数より多く票を取ると予想した投票者は、次善の候補（例えば、同じ選挙区で同じ政党から立候補している別の候補者）に投票しても本命の候補は落選しないと考える。また、自分の支持する候補の得票数が当選ライン（あるいは法定得票）に届かないと予想した投票者は、本命より少ない票数の上積みで当選できる次善候補に投票する方が票の無駄にならないと考える（死票の回避）。
すると票が、予想順位がM番とM+1番の、当落を争う候補に集中し、その他の候補の得票数・順位が下がる。予想順位がMより上の候補は、M番・M+1番まで落ちた時点で得票数・順位の下落が止まる。しかし、順位がM+1番より下の候補は得票数の下落が止まることはない。
結果、最初の予想順位がM+1番より下の候補は得票数がゼロになると予想される。これらの候補では、立候補者本人すら、他の候補に投票するのが戦略投票として合理的になり、被選挙権を行使する意欲を失う。また、予想得票順位がM+1以上の候補に投票することは、上位M+1人のうち誰か一人を当てる美人投票のサブセットであり、選出結果と投票者達の総意との関係が薄くなる。極端なナッシュ均衡の一つには、
- 「最も落選して欲しい候補M+1人」に全ての投票者が挙げるM+1人が、得票して上位M+1番を争う。（そのM+1人の誰と比較しても全員が当選させたいと考える）残りの候補者は泡沫候補への悪循環に嵌まり0票。

がある。実際にこうした極端な投票傾向が日本国内で現実化した例としては、1960年（昭和35年）4月に行われた栃木県下都賀郡桑絹村の村長選挙が挙げられる。村内の一部集落の分村を巡り、現職の村長派と対立した陣営から大量の立候補者が出た事で、202人が村長候補者として選挙戦を争う異常事態となった。結局、まともに得票を得たのは当選した次期村長（4036票）、次点候補（2454票）、3位候補（1156票）の上位3人のみで、それ以下は9人が（自らに対して選挙権を行使した票と思われる）1票ないし2票を得るに留まり、残る190人は得票数0という結果に終わった。

## 適用範囲
本法則は選挙方法が単記非移譲式の場合(小選挙区制、中選挙区制、大選挙区制)を想定している。また、完全連記制と大半の比例代表制にも、少し工夫すれば応用が可能である。
しかし、政治の変動の直後や選挙区の定数が大きい場合など、順位がM番とM+1番辺りの得票数の予測が有権者にとって難しい場合は、本法則はうまく働くことが出来ない。それでも、M+1番以上の順位にならないことが明らかな候補は、得票数がゼロに収束する。

## 日本での動向
田中角栄は経験則でこのことを熟知していたので、中川一郎の派閥（中川派）は失敗すると予言した。これは当時田中派、福田派、鈴木派、中曽根派、河本派の五派閥が自由民主党内に存在しており、当時の衆院選の選挙区の定数は最大で5人であったため、野党の分の議席を考えると中川派はM+1（5+1=6）に食い込めないという算術が成り立つためであった。
1990年代の選挙制度改革において、小選挙区制度を導入すれば全国単位で二大政党制が誕生すると喧伝された。ただし現在では、デュヴェルジェが二大政党制が確立するのに20年から50年間の期間を想定していたことや、政治学者の吉田徹は、カナダやインドのように、小選挙区制を取り入れながらも二大政党制を確立していない国もあると指摘した。
日本共産党や社会民主党は1996年以降2012年頃の民主党分裂までの間、小選挙区制度の下ではこの法則で自民党批判票が民主党などに流れてしまう（特に、党の支持層が戦略投票をしてしまう）ことを懸念し、党大会などでも言及していた。